# Teeanbau in Indien
Der erwerbsmäßige Teeanbau in Indien begann unter der britischen Kolonialherrschaft im 19. Jahrhundert. Heute ist Indien nach China der zweitgrößte Teeproduzent der Welt und Deutschlands wichtigster Teelieferant. Über 70 % des Ertrages werden im eigenen Land konsumiert, vor allem in Form von Schwarztee mit Milch, Zucker und Gewürzen versetzt (Masala Chai). Teesorten von internationalem Renommee, wie Assam und Darjeeling, wachsen ausschließlich in Indien. Teeproduktion, Zertifizierung, Export und alle weiteren Aspekte der indischen Teeindustrie werden durch das Tea Board of India kontrolliert.

## Teesorten
Ein Großteil der geernteten Teeblätter wird zu Schwarztee, ein weiterer Teil zu grünem Tee verarbeitet. Vereinzelte Teegärten produzieren auch kleine Mengen von weiteren Teearten, u. a. Oolong und gelbem Tee. Darüber hinaus werden indische Teesorten nach Anbaugebieten unterschieden. Es handelt sich dabei zumeist um geschützte Ortsbezeichnungen:
- Assam aus dem Bundesstaat Assam ist bekannt für seine kräftigen, malzigen Geschmack und ist in Deutschland v. a. in Ostfriesen-Mischungen zu finden.
- Darjeeling wird im Distrikt Darjeeling in Westbengalen angebaut und ist weltbekannt für seine feinen blumigen Noten.
- Dooars-Terai stammt aus dem Jalpaiguri-Distrikt in Westbengalen, das etwas unterhalb von Darjeeling gelegen ist.[1]
- Kangra wird im Kangra-Distrikt in Himachal Pradesh angebaut und ist eines der kleinsten indischen Anbaugebiete. Dieser Tee wird auch nach Zentralasien exportiert.[2]
- Munnar: Die Plantagen um die Stadt Munnar in den Westghats in Kerala zählen mit 2.600 m zu den höchstgelegenen Teeanbaugebieten der Welt.[3]
- Nilgiri wird in den Nilgiri-Bergen in Tamil Nadu im Südwesten Indiens angebaut und vor allem in Indien selbst konsumiert.
- Sikkim (auch Temi-Tee genannt) wird im Bundesstaat Sikkim im Himalaya angebaut.[4]

## Moderne Teeproduktion
Die wichtigsten Bundesstaaten für die Teeproduktion sind: Assam, Westbengalen, Tamil Nadu, Kerala, Tripura, Arunachal Pradesh, Himachal Pradesh, Karnataka, Sikkim, Nagaland, Uttarakhand, Manipur, Mizoram,  Meghalaya, Bihar und Odisha.
Indien ist nach China der zweitgrößte Teeproduzent (etwa 30 % der weltweiten Produktion), der größte Schwarzteeproduzent und nach China, Kenia und Sri Lanka der viertgrößte Tee-Exporteur der Welt. Zudem ist Indien bis heute die größte Teekonsumentennation der Welt, die etwa 25 % des weltweit produzierten Tees vertrinkt. Hatte die Binnennachfrage um 1920 nur etwa 8.000 Tonnen betragen, stieg sie bis 2002 auf etwa 640.000 Tonnen. Tee wird vor allem im Norden des Landes bevorzugt, in Südindien wird hauptsächlich Kaffee getrunken. 2018 war die Firma Camellia Plc mit einem Volumen von 103 Millionen Kilogramm der weltgrößte privatwirtschaftliche Produzent von Tee.
Laut dem Deutschen Tee- und Kräuterteeverband ist Indien mit 14.000 Tonnen Exportvolumen Deutschlands wichtigster Teelieferant und stellt mit knapp 12.000 Tonnen gut 33 % des in Deutschland verkauften Schwarztees. Seit 2013 gibt es eine Werbekampagne des indischen Wirtschaftsministerium in den fünf wichtigsten Auslandsmärkten für indischen Tee: Ägypten, Iran, Kasachstan, Russland und USA.
Bei der Produktion von Schwarztee wird zwischen hochwertigen handgepflückten und handgerollten Tees (auch orthodox tea genannt) und den CTC-Tees unterschieden, die maschinell mittels des Crush-Tear-Curl-Verfahrens (kurz: CTC, engl. für „zerbrechen, zerreißen, rollen“) weiterverarbeitet werden. Die Vorteile von CTC sind die gute Eignung für Beuteltees sowie die geringen Kosten, denn die traditionellen Verarbeitungsmethoden sind arbeits- und zeitintensiv. 2013 wurden 75 % der indischen Teeproduktion und 94 % des inländischen Teeverbrauchs mit CTC hergestellt.

## Geschichte
Die Ursprünge des Anbaus und Konsums von Tee in Indien sind bisher nicht abschließend geklärt. Im Nordosten des Landes, so wie in Myanmar und Thailand, kommt die großblättrige Varietät Camellia sinensis var. assamica der Teepflanze wohl natürlich vor, allerdings ist das genaue natürliche Areal wegen der langen Nutzung durch den Menschen nicht mehr zu bestimmen. Lokale Hügelvölker, wie die Jingpo, stellten daraus ein fermentiertes Getränk her, das miang oder lephet genannt wurde. Im Himalaya wurde dagegen ein dickflüssiger Tee zubereitet, der dem tibetischen Buttertee ähnelt.

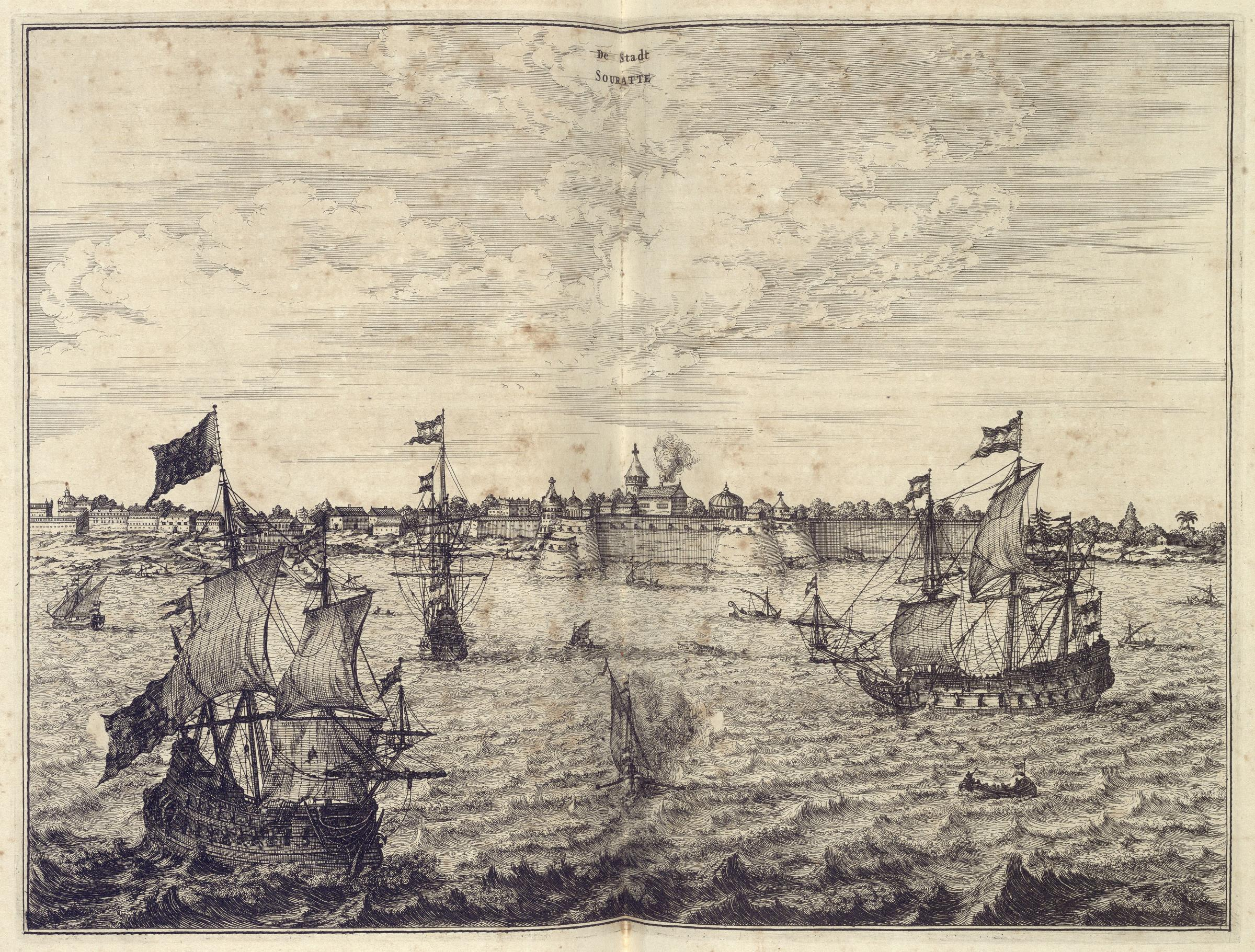
Jacobus van Meurs, Die indische Hafenstadt Surat, um 1663

Chinesischer Tee gelangte wohl erstmals im 17. Jahrhundert durch europäische Handelskompanien nach Indien, die in bedeutenden Hafenstädten Südasiens und Südostasiens permanente Handelsniederlassungen gründeten, zum Beispiel in Surat, aber auch in Chennai, Bantam und Batavia (heute: Jakarta). Insbesondere Surat an der Westküste Indiens war der wichtigste Handelshafen des Mogulreichs und ein internationaler Umschlagplatz für Luxusgüter aller Art, wie Kaffee, Porzellan, Textilien, Perlen, Edelsteine, Gold und Silber. Im Verhältnis zu diesen Gütern spielte Tee nur eine kleine Rolle. Gehandelt wurde vor allem mit grünem und schwarzem Tee aus China. Doch indische, persische, arabische, jüdische, niederländische, britische und andere europäische Händler, die in der Stadt lebten und arbeiteten, tranken sowohl Kaffee als auch Tee.
Johann Albrecht von Mandelslo, der 1638 den dortigen britischen Handelsposten besuchte, dokumentierte den medizinischen Gebrauch von Tee in seinem Reisebericht: Demnach tranken die britischen und niederländischen Händler das heiß servierte "schwarze Thee-Wasser" dreimal täglich nach den Mahlzeiten zur Erhaltung der Gesundheit, zur Erweckung der Lebensgeister und gegen Verdauungsbeschwerden. Des Weiteren sei das Teetrinken in Indien "gar gemein". John Ovington, der zwischen 1689 und 1693 Kaplan in Surat war, beschrieb in seinem Buch Voyage to Surat in the Year 1689 den Teekonsum der lokalen Händler, die mit Gewürzen versetzten Tee als Mittel gegen Kopfschmerzen und Magenbeschwerden zu sich nahmen. Allerdings ist nicht klar, ob sich Tee auch außerhalb dieser Handelszentren im Land verbreitete. Wahrscheinlich war Tee zu dieser Zeit jedoch kein populäres Getränk der indischen Bevölkerung.
Aufgrund der zunehmenden Popularität von Tee in Großbritannien suchte die Britische Ostindien-Kompanie (BEIC) bereits 1774 nach Möglichkeiten, Tee selbst anzubauen und schickte zu diesem Zweck Teesamen nach Bhutan. Auch der englische Botaniker Joseph Banks schlug Tee als mögliche Kulturpflanze für englische Kolonien vor. Die Schwierigkeit bei diesem Unterfangen bestand allerdings darin, dass das Kaiserreich zum Schutz des eigenen Handelsmonopols die Ausfuhr von Teepflanzen und -Samen unter Strafe gestellt hatte und auch das Wissen über Anbau und Weiterverarbeitung geheim hielt. Als Reaktion auf das Ende des Handelsmonopols der BEIC 1833 setzte der Generalgouverneur von Ostindien Lord William Bentinck im Januar 1834 eine zwölfköpfige Teekommission ein, die mögliche Anbaugebiete in Indien und Sri Lanka sowie Gerüchte über eine wilde Teevariation in Assam prüfen sollte. Diese Entwicklung wurde unter anderem durch den Konkurrenzkampf gegen amerikanische und niederländische Händler sowie die zunehmenden Konflikte mit China angetrieben, die wenige Jahre später im Ersten Opiumkrieg münden sollten.

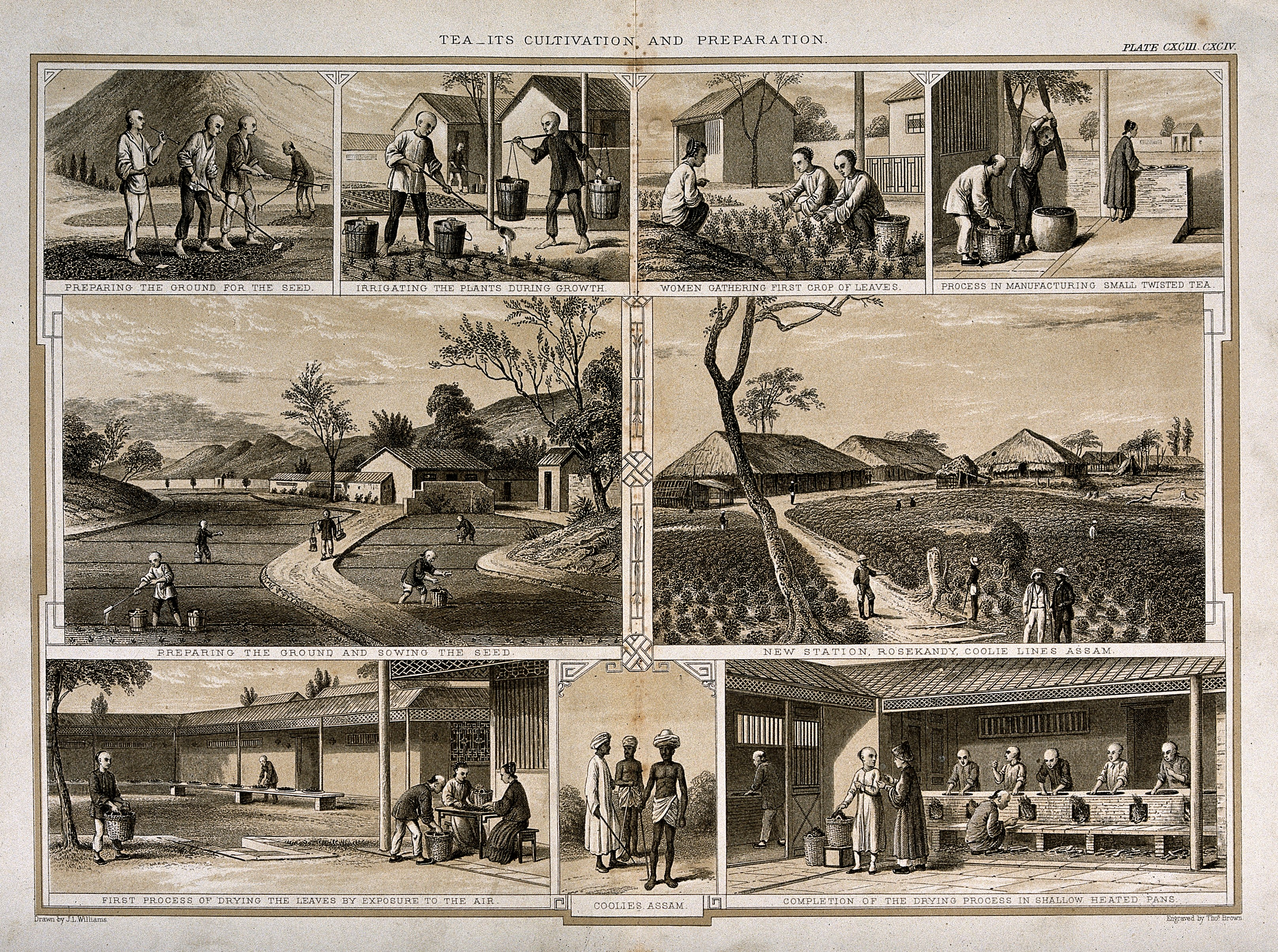
T. Brown: Neun Szenen, die den Anbau und die Verarbeitung von Tee auf einer indischen Plantage zeigen, um 1850.

1840 wurde die Assam Tea Company gegründet, das erste private Unternehmen, das eigene Teegärten unterhielt. Zwar tranken die Briten gerne Tee, doch sie wussten nur sehr wenig über den Anbau und die Verarbeitung von Teeblättern. In den ersten Jahrzehnten der indischen Teeproduktion gab es daher viele Experimente und zahlreiche Fehlschläge. 1842 wurde daher Robert Fortune nach China entsandt, um mehr über die Kultivierung von Tee zu erfahren. Im Jahr 1848 reiste er erneut nach China, diesmal, um Teepflanzen und Samen aus China zu schmuggeln. Fortune hatte Erfolg und hielt seine Reise in einem Buch A Journey to the Tea Countries of China (1852) schriftlich fest. Daraufhin wurden in indischen Teegärten sowohl chinesische als auch Assam-Varietäten kultiviert, doch langfristig waren die heimischen Pflanzen ertragreicher. Auf der Weltausstellung 1851 in Paris wurde Assamtee sogar mit einem Preis ausgezeichnet.
Der Teeanbau im westbengalischen Distrikt Darjeeling geht auf den Engländer Archibald Campbell (1805–1874) zurück, der in seinem privaten Garten mit verschiedenen Teesorten experimentierte. In den 1860er Jahren entstanden die ersten Teegärten und die Gründung der Darjeeling Company erfolgte. Es sollte bis zu den 1870er Jahren dauern, bis die Plantagen eine gleichbleibend hohe Qualität produzierten, die sich gewinnbringend verkaufen ließ. Erschwerend hinzu kam, dass chinesischer Tee in England weiterhin beliebter war als indischer. Erst in den 1880er Jahren – nach einer groß angelegten Werbekampagne, die britisch-indischen Tee als Getränk für echte Patrioten bewarben – waren die Briten auf den Geschmack gekommen.
In Indien selbst wurde Tee vor allem von den Kolonialisten konsumiert, für die lokale Bevölkerung war das Getränk zu kostspielig. 1901 entdeckte die Tea Association das große Binnenmarktpotential und startete eine entsprechende Werbekampagne. Erst um 1914 gelang es mithilfe der Einführung von Teepausen in Minen und Fabriken, sowie einer Vielzahl von Teeläden und Verkäufern von frischem Tee in Zügen, die Inder langsam für Schwarztee zu begeistern. Um 1900 produzierte Indien bereits 90.000 Tonnen Tee und bis 1930 verdoppelte sich die Produktion. Als Getränk der Massen hat sich dieser allerdings erst in den 1950er Jahren etabliert.

## Zeitzone: Tea Garden Time
Die Teegärten in Assam folgen nicht der Indian Standard Time (IST), sondern haben eine eigene lokale Zeitzone (IST+1), die auch als Tea Garden Time oder Bagantime bekannt ist. Das System wurde unter den Briten eingeführt um den frühen Sonnenaufgang in diesem Teil des Landes auszunutzen. Die Einführung stellte sich als erfolgreich heraus und steigerte die Produktivität der Arbeiter. Der Arbeitstag beginnt für gewöhnlich um 9 Uhr (IST 8 Uhr) und endet um 17 Uhr (IST 16 Uhr). Allerdings kann es kleinere Unterschiede zwischen den einzelnen Teegärten geben.
Der Regisseur Jahnu Barua forderte in einer Kampagne eine eigene Zeitzone für den nordöstlichen Teil des Landes, die sich an die Tea Garden Time anlehnt.

## Kontroverse
In die Kritik geriet die indische Teeindustrie 2019 nach der Veröffentlichung der Oxfam-Studie Schwarzer Tee, weiße Weste. Menschenrechtsverletzungen auf Teeplantagen in Assam und die Verantwortung deutscher Unternehmen. Die Befragung von 510 Fabrikarbeiterinnen und Pflückerinnen auf 50 Plantagen in Assam ergab, dass die Beschäftigten weniger als die Hälfte des existenzsichernden Lohns verdienten und auf staatliche Lebensmittelmarken angewiesen waren. Zudem gab es in vielen Teegärten weder Schutz vor Pestiziden noch Toiletten oder sauberes Trinkwasser. Die Studie erklärt zudem die komplexen Lieferverbindungen nach Deutschland und die menschenrechtliche Verantwortung der deutschen Unternehmen und zeigt das Machtungleichgewicht in der internationalen Lieferkette auf: Gut 86 Prozent des Konsumentenpreises verbleiben bei den deutschen Supermärkten und Teeherstellern, nur 1,4 Prozent erreicht die Beschäftigten vor Ort. Nach Angaben von Oxfam sind in Deutschland unter anderem die Unternehmen Teekanne und Ostfriesische Tee Gesellschaft (OTG) mit den Marken Meßmer und Milford sowie Eigenmarken diverser Supermärkte und Discounter betroffen, die gemeinsam fast 90 Prozent des deutschen Marktes beherrschen.

## Museum

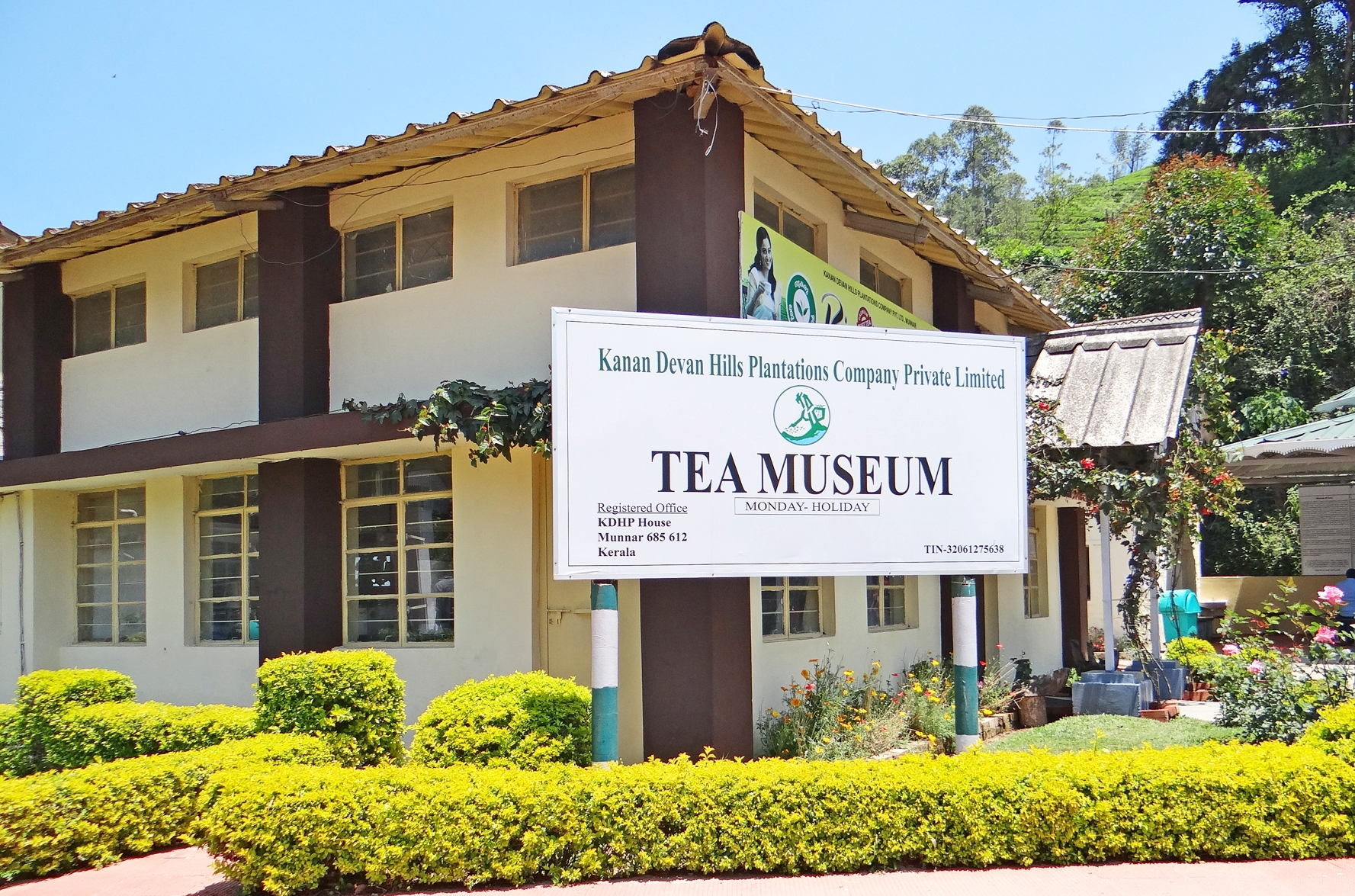

Das Tata Tea Museum (auch genannt: Kannan Devan Hills Plantation (KDHP) Tea Museum) in Munnar im Idukki-Distrikt in Kerala ist ein Firmenmuseum der Kanan Devan Hills Plantations Company (P) Ltd. (KDHP). Es eröffnete am 1. April 2005 und präsentiert die Geschichte des lokalen Teeanbaus, die Herstellungsverfahren und die lokalen Schwarzteevariationen, die vor Ort verkostet werden können.

## Filme
Sagina Mahato (1970), ein bengalischer Film von Tapan Sinha, behandelt das Thema Arbeiterrechte auf den Teeplantagen im Nordosten des Landes zur Zeit der britischen Herrschaft.
Paradesi (2013, English: Vagabond) ist ein tamilisches Drama von  Bala. Der Film basiert auf realen Ereignissen vor der Unabhängigkeitserklärung Indiens in den 1930er Jahren, insbesondere auf den südlichen Teeplantagen.